# Арнольд фон Бігелебен
Барон Арнольд Крістіан Рюдігер Йозеф Марія фон Бігелебен (нім. Arnold Christian Rüdiger Joseph Maria Freiherr von Biegeleben; 16 квітня 1883, Дармштадт — 11 жовтня 1940, Жуллувіль, Франція) — німецький воєначальник, генерал-лейтенант вермахту. Кавалер Лицарського хреста Залізного хреста.

## Біографія
29 березня 1901 року Бігелебен вступив фанен-юнкером в 1-й Великий герцогський гессенський польовий артилерійський полк № 25 прусської армії в Дармштадті. Навесні 1905 року закінчив школу польової артилерії в Ютербозі. З 1906 по 1908 рік Бігелебен був ад'ютантом II дивізії, потім підвищений до полкового ад'ютанта і був призначений на цю посаду 18 серпня 1910 року.
Після початку Першої світової війни Бігелебен воював зі своїм полком на Західному фронті. В 1914 році став командиром батареї, з 1 лютого 1917 року — керівником III загону.
Після Комп'єнського перемир'я, повернення до Німеччини і демобілізації його полку Бігелебен протягом рокубув ад'ютантом Головного командування VI. резервного корпусу на східному кордоні. Потім він був переведений в Тимчасовий рейхсвер і призначений в кінний полк № 6, де служив з 15 червня 1921 року до 31 січня 1925 року на посаді начальника 1-го ескадрону в Пазевальку. Пізніше переведений в штаб 1-ї кавалерійської дивізії у Франкфурті-на-Одері. 1 квітня 1929 року переведений у 15-й (прусський) кінний полк, з 1 жовтня 1931 до 30 квітня 1935 року — командир полку, після чого став командиром Ганноверської кінноти З 1 березня 1938 року — командир 6-ї піхотної дивізії.
На початку Другої світової війни дивізія Бігелебена використовувалася, щоб укріпити західний кордон, в 1940 році дивізія брала участь у Західній кампанії, воювала в Люксембурзі, Бельгії і Франції. Після закінчення кампанії дивізія залишилась у Франції в якості гарнізону.
Бігелебен помер 11 жовтня 1940 від інфаркту.

## Звання
- Фанен-юнкер (29 березня 1901)
- Лейтенант (середина серпня 1902)
- Гауптман (капітан) (8 жовтня 1914)
- Майор (1 листопада 1924)
- Генерал-майор (30 квітня 1935)
- Генерал-лейтенант

## Нагороди
- Залізний хрест
  - 2-го класу (14 вересня 1914)
  - 1-го класу (3 березня 1916)
- Лицарський хрест королівського ордена дому Гогенцоллернів з мечами (24 листопада 1917)
- Медаль «За відвагу» (Гессен)
- Почесний хрест ветерана війни з мечами
- Медаль «За вислугу років у Вермахті» 4-го, 3-го, 2-го і 1-го класу (25 років)
- Застібка до Залізного хреста
  - 2-го класу (6 жовтня 1939)
  - 1-го класу (30 жовтня 1939)
- Медаль «За Атлантичний вал» (11 березня 1940)
- Лицарський хрест Залізного хреста (5 серпня 1940)